# Jane Horrocksová
Barbara Jane Horrocksová (* 18. ledna 1964 Rawtenstall, Lancashire) je anglická filmová a divadelní herečka.
Vystudovala Královskou akademii dramatického umění v Londýně a nastoupila jako herečka do Královské shakespearovské společnosti. V roce 1988 natočila svůj první film Švadlena. Mike Leigh ji v roce 1991 obsadil do své sociálně laděné komedie Život je sladký a za roli excentrické teenagerky Nicole získala cenu Los Angeles Film Critics Association pro nejlepší herečku ve vedlejší roli. Od roku 1992 vystupovala jako sekretářka Bubble v sitcomu Naprosto dokonalé, který se dočkal také filmové podoby. Hrála také kapitánku Craneovou v epizodě seriálu Červený trpaslík Hololoď.
Od roku 1992 hrála ve West End theatre hlavní roli ve hře Jim Cartwrighta The Rise and Fall of Little Voice, za kterou byla nominována na Cenu Laurence Oliviera. V roce 1998 natočil podle hry Mark Herman film Tichý hlas. Horrocksová byla za svůj výkon v roli mimořádně talentované, ale neprůbojné zpěvačky a imitátorky nominována na Zlatý glóbus za nejlepší ženský herecký výkon (komedie / muzikál), Cenu BAFTA za nejlepší ženský herecký výkon v hlavní roli a na Satellite Award. Na úspěch filmu navázalo pěvecké album Further Adventures of Little Voice, kde s Horrocksovou zpívali Robbie Williams a Ewan McGregor.
Vlohy pro hlasové herectví uplatnila v animovaných filmech Slepičí úlet, Mrtvá nevěsta Tima Burtona a v sérii o Zvonilce. Účinkovala ve videoklipu k písni skupiny New Order „1963“. Objevila se také ve filmovém muzikálu Slunce nad Leithem (2013). V roce 2014 se zúčastnila televizní kuchařské soutěže The Great British Bake Off.
Žije v Twickenhamu. Má syna a dceru, jejichž otcem je scenárista Nick Vivian.